# シーボン
株式会社シーボンは、東京都港区に本社を置く、化粧品の研究開発・製造・販売を行う日本の企業である。

## 沿革
- 1966年（昭和41年）
  - 1月 - 犬塚尚典がシーボン化粧品株式会社設立。
  - 10月 - 株式会社シーボン化粧品総合本舗と改称。
- 1968年（昭和43年）4月 - 栃木県河内郡上三川町に、製造拠点としてシーボン株式会社（現・生産センター）を設立。
- 1973年（昭和48年）7月 - 東京都港区六本木に本社ビル「シーボンクイーンビル」落成。本店を同地へ移転（現・本店所在地）。
- 1974年（昭和49年）8月 - 環境問題に取り組むため、栃木県の指導により、シーボン株式会社・工場に汚水処理の排水浄化設備を導入。公害防止設備のモデル工場となる。
- 1975年（昭和50年）5月 - 日本女子登山隊がエベレスト登頂に成功。装備品に当社化粧品が使用される。
- 1981年（昭和56年）3月 - 直営1号店となる渋谷店を開設（2002年に渋谷本店へ統合。現・渋谷店）。
- 1984年（昭和59年）
  - 2月 - 直営店として札幌琴似店を開設（北海道・東北地方初出店。1988年に札幌店へ統合、現・札幌店）。
  - 4月 - 直営店として宮崎店（九州地方初出店）、及び静岡店を開設（中部地方初出店。1989年に現在地へ移転）。
- 1986年（昭和61年）
  - 1月 - シーボン プロフェッショナルネイルサロン「ネイルズ」オープン （現・シーボン美癒ネイル）。
  - 4月 - 直営店として神戸店を開設（近畿地方初出店。1994年に閉鎖）。
  - 8月 - 直営店を会員制サロン「シーボン・ビューティスタジオ」と改称。客のニーズに合わせ、直営店のもとで化粧品の販売とアフターサービスの提供を行う新体制をスタート。気功、鍼灸の考えを基に開発した「東洋式美顔マッサージ」を全店に導入。
- 1990年（平成2年）1月 - 直営店として六本木本店を開設（1998年に現在地へ移転。現・シーボン美癒フェイシャル）。
- 2006年（平成18年）9月 - シーボンクイーンビルを「C'BON view（シーボンビュー）」と改称。美容と医療の双方向からのアプローチを可能とした総合美容ビルとしてリニューアル。
- 2009年（平成21年）
  - 9月 - JASDAQ上場
  - 11月 - 直営店として新百合ヶ丘店を開設（直営100店舗達成）。
- 2012年（平成24年）3月 - 東京証券取引所第二部上場。
- 2013年（平成25年）3月22日 - 東京証券取引所第一部指定替え。
- 2014年（平成26年）4月 - シーボン.美容研究所を改修し、「生産センター」とする研究開発、物流拠点となる「研究開発センター」を竣工。
- 2018年（平成30年）3月 -  肌カウンセリングシステム「ビューティログアドバイスナビゲーター」を全店で導入。

## ラインナップ

### 化粧品
創業以来、自社工場（栃木県河内郡上三川町）で一貫して研究開発・製造した化粧品を販売している。
- シザーブルCH美容液
- トリートメントマセ
- ファーメントパウダー